# Брэтуэйт, Шейн
Шейн Рашад Брэтуэйт (англ. Shane Rashad Brathwaite; род. 8 февраля 1990, Бриджтаун) — барбадосский легкоатлет, специалист по бегу с барьерами. Выступает за сборную Барбадоса по лёгкой атлетике с 2006 года, чемпион и бронзовый призёр Панамериканских игр, двукратный победитель Игр Центральной Америки и Карибского бассейна, двукратный призёр Игр Содружества (2014 и 2022), действующий рекордсмен страны в эстафете 4×100 метров, участник Олимпийских игр 2012 и 2020 годов.

## Биография
Шейн Брэтуэйт родился 8 февраля 1990 года в Бриджтауне, Барбадос.
Учился в США в Техасском технологическом университете, неоднократно принимал участие в различных студенческих соревнованиях в составе местной легкоатлетической команды.
Впервые заявил о себе на международном уровне в сезоне 2006 года, когда вошёл в состав барбадосской национальной сборной и выступил на юношеском первенстве Центральной Америки и Карибского бассейна в Порт-оф-Спейн, где одержал победу в зачёте восьмиборья.
В 2007 году был четвёртым в семиборье на CARIFTA Games в Провиденсьялесе, победил в восьмиборье на юношеском мировом первенстве в Остраве.
На CARIFTA Games 2008 года в Бастере взял бронзу в эстафете 4 × 100 метров и завоевал золото в семиборье, тогда как на юниорском мировом первенстве в Быдгоще дошёл до стадии полуфиналов в беге на 400 метров с барьерами.
В 2009 году выиграл бронзовую медаль в беге на 110 метров с барьерами на юниорском панамериканском чемпионате в Порт-оф-Спейн.
В 2010 году в 110-метровом барьерном беге финишировал четвёртым на молодёжном чемпионате NACAC в Мирамаре и шестым на Играх Центральной Америки и Карибского бассейна в Маягуэсе.
На чемпионате Центральной Америки и Карибского бассейна 2011 года в Маягуэсе показал в той же дисциплине четвёртый результат.
В 2012 году на молодёжном чемпионате NACAC в Ирапуато превзошёл всех соперников в барьерном беге и стал пятым в эстафете. Выполнив олимпийский квалификационный норматив, удостоился права защищать честь страны на летних Олимпийских играх в Лондоне — в программе бега на 110 метров с барьерами сошёл с дистанции уже на предварительном квалификационном этапе.
После лондонской Олимпиады Брэтуэйт остался действующим спортсменом и продолжил принимать участие в крупнейших международных стартах. Так, в 2013 году на чемпионате Центральной Америки и Карибского бассейна в Морелии он выиграл барьерный бег на 110 метров и стал четвёртым в эстафете 4 × 100 метров.
В 2014 году беге на 110 метров с барьерами завоевал бронзовую медаль на Играх Содружества в Глазго.
В 2015 году взял бронзу на Панамериканских играх в Торонто, установив при этом свой личный рекорд в дисциплине 110 метров с барьерами — 13,21. На последовавшем чемпионате мира в Пекине в финал не вышел.
В 2016 году занял восьмое место в беге на 60 метров с барьерами на чемпионате мира в помещении в Портленде.
На чемпионате мира 2017 года в Лондоне стал шестым в беге на 110 метров с барьерами, стартовал в эстафете 4 × 100 метров.
В 2018 году представлял Барбадос на Играх Содружества в Голд-Косте и на Играх Центральной Америки и Карибского бассейна в Барранкилье — во втором случае одержал победу в беге на 110 метров с барьерами и в эстафете 4 × 100 метров (в эстафете установил ныне действующий национальный рекорд — 38,41). Позже добавил в послужной список бронзовую награду, выигранную в 110-метровом барьерном беге на чемпионате NACAC в Торонто.
В 2019 году победил на Панамериканских играх в Лиме, был шестым на чемпионате мира в Дохе.
Не имеет родственных связей с Райаном Брэтуэйтом, другим барбадосским барьеристом, выступавшим в то же время в той же дисциплине.